# Pierre-Isaac Garesché
Pierre-Isaac Garesché est un négociant et homme politique français né le 20 juin 1738 à Nieulle-sur-Seudre (Charente-Maritime) et décédé le 13 février 1812 au Gua (Charente-Maritime).

## Biographie
Pierre-Isaac Garesché est le fils de Marie Anne Monbeuille et d'Isaac Garesché (1700-1769), un riche négociant et armateur protestant ayant fait fortune à la pêche à Terre-Neuve puis dans les plantations de canne à sucre de la colonie de Saint-Domingue (aujourd'hui Haïti). Son frère Daniel, armateur et négrier, sera maire de La Rochelle.
Négociant à Marennes et Saint-Domingue, il est commandant de la compagnie de Dragons de mulâtres libres de Port-au-Prince.
Il épouse la cause de la Révolution et devient député du tiers état aux États généraux de 1789 pour la sénéchaussée de Saintes, et siège au comité des finances. Il refuse les fonctions de député à la Convention.
En septembre 1791, il est administrateur de la Charente-Inférieure, et devient président de l'assemblée départementale en 1795.
Il est nommé ambassadeur à Washington le 25 prairial an VI.
De 1810 à 1813, il préside l'assemblée du canton de Marennes.
Nieulle-sur-Seudre lui doit la construction de l'école du village, de la mairie et de l'actuel bureau de poste, édifiés au centre du village, face au manoir où il est né.
Sa fille, Marie-Anne Garesché, épouse l'armateur bordelais Charles Lys, propriétaire du château de Lussac, puis René Eschassériaux.

## Sources
- « Pierre-Isaac Garesché », dans Adolphe Robert et Gaston Cougny, Dictionnaire des parlementaires français, Edgar Bourloton, 1889-1891 [détail de l’édition]
- Eugène Eschassériaux, Assemblées électorales de la Charente-Inférieure, 1790-1799, Clouzot, 1868